# Barclaycard Arena, Birmingham
Barclaycard Arena är en inomhusanläggning i Birmingham i England. Har arrangerat flera sportevenemang samt Eurovision Song Contest 1998.